# Jacques-Louis Brocher
Pour les articles homonymes, voir Brocher (homonymie).
Jacques-Louis Brocher, né le 22 août 1808 à Carouge et mort le 11 février 1884 à Genève, est un architecte suisse actif surtout dans le canton de Genève.

## Biographie
Brocher reçoit une formation initiale chez le peintre Alexandre Calame, puis étudie à l’École des Beaux-Arts de Paris en 1826-1829. Il découvre en 1836 l'Angleterre et l'Écosse, puis voyage Lombardie et en Auvergne en 1839. Doué de talents multiples, il témoigne d'un intérêt particulier pour les styles néo-médiévaux. Brocher planifie ou réalise des lieux de culte, des villas, des maisons d’habitation et des édifices publics. Il est l’un des premiers architectes genevois à intégrer des traits néogothiques dans ses projets historicisants et son goût pour l’arc Tudor est caractéristique de son style, notamment à l’église des Eaux-Vives, à la chapelle de la Pélisserie, ou encore dans ses projets pour le château de l'Aile à Vevey.

## Œuvres
- Chêne-Bougeries, route du Vallon 31-35, villa (1830-1837)
- Genève, chapelle de l’Oratoire (rue Tabazan) (1833)
- Genève, temple réformé de la Pélisserie (1838)
- Cologny, cure protestante (1839-1840)
- Genève, Place Bel-Air, immeuble administratif (1841-1841)
- Genève, temple protestant des Eaux-Vives (place Jargonnant 5) (1841-1842)
- Genthod, Malagny, maison du Petit-Malagny (1845-1847)
- Genève, quai du Général Guisan 36, ancienne maison Bonzon (1851-1852) : construite pour le marchand de métaux Jean-Charles Bonzon
- Cologny, Le Coteau (1854)
- Genève, quai du Général Guisan 42, ancienne maison Calame (1854-1855) : construite pour le peintre Alexandre Calame
- Genève, immeuble d’habitation à la Promenade du Pin 1-3 (1861-1862)
- Choulex domaine de Miolan, ferme et chapelle (attribution 1847-1850)[1].